# Labidochromis
Il genere Labidochromis comprende 18 specie di pesci d'acqua dolce, appartenenti alla famiglia Cichlidae.

## Distribuzione e habitat
Tutte le specie del genere sono endemiche del lago Malawi.

## Alimentazione
Questi pesci si nutrono di molluschi e crostacei ma non disdegnano le alghe che ricoprono le rocce sulle quali vivono.

## Specie
Il genere comprende le seguenti specie
- Labidochromis caeruleus
- Labidochromis chisumulae
- Labidochromis flavigulis
- Labidochromis freibergi
- Labidochromis gigas
- Labidochromis heterodon
- Labidochromis ianthinus
- Labidochromis lividus
- Labidochromis maculicauda
- Labidochromis mathotho
- Labidochromis mbenjii
- Labidochromis mylodon
- Labidochromis pallidus
- Labidochromis shiranus
- Labidochromis strigatus
- Labidochromis textilis
- Labidochromis vellicans
- Labidochromis zebroides